# Calculon
Calculon is een personage uit de animatieserie Futurama. Zijn stem wordt gedaan door Maurice LaMarche.

## Overzicht
Calculon is een arrogante en opgeblazen acteerrobot. Hij speelt vooral in melodramatische rollen, en houdt van ietwat absurde plotwendingen en personages. Zijn bekendste rol is die in de soapserie All My Circuits, waarin hij de hoofdrol heeft. Calculon was ook de ster in een film gemaakt door Dr. Zoidberg en zijn oom in de aflevering That's Lobstertainment!, en deed mee in de film Coilette, the Calculon Story die was gebaseerd op zijn relatie met een vrouwelijke Bender in de aflevering Bend Her.
In de aflevering The Honking werd onthuld dat Calculon zijn leven begon in de 21e eeuw als een gewone industrierobot. Hij werd gebruikt voor de ontwikkeling van project Satan, de meest kwaadaardige auto ooit gemaakt. Hierdoor kreeg Calculon de vloek van de weerauto. Vanaf dat moment begon hij zich voor te doen als acteerrobot, en veranderde om de paar decennia zijn uiterlijk om achterdocht te voorkomen. Enkele identiteiten die hij in het verleden heeft gebruikt zijn Acting Unit 0.8, Thespomat en David Duchovny.

## Optredens
I, RoommateCalculons eerste optreden. Hij wordt gezien op een televisie wanneer Bender en Fry kijken naar All My Circuits.
Fry and the Slurm FactoryCalculon wordt even gezien in All My Circuits.
I Second That EmotionCalculon wordt in All My Circuits gecontroleerd door een dokter terwijl Bender kijkt en lacht.
Lesser of Two EvilsCalculon is een van de juryleden voor de Miss Universe verkiezing.
Raging BenderCalculon wordt gezien in All My Circuits: The Movie.
Mother's Dayeen standbeeld van Calculon en Monique (een fembot in All My Circuits) wordt gezien in Moms robotmuseum.
The Honkinghierin wordt Calculons oorsprong onthuld.
Future StockCalculon bevindt zich bij een apengevecht, en parodieert een bekende zin uit Planet of the Apes.
That's Lobstertainment!Calculon heeft de hoofdrol in Harold Zoids film.
Bender Should Not Be Allowed on TVBender krijgt een rol in All My Circuits, en wordt populairder dan Calculon.
Crimes Of The HotCalculon wordt gezien in een publiek van robots.
Bend HerCalculon wordt verliefd op Coilette (Bender die is omgebouwd tot vrouw).
The Devil's Hands are Idle PlaythingsCalculons oren worden geruild met die van Leela door de robotduivel.